# Olegario de los Cuetos
Olegario de los Cuetos y Castro (Ferrol (La Coruña), 6 de marzo de 1795-Madrid, 28 de diciembre de 1844) fue un marino y militar español, capitán de navío de la Real Armada Española, Ministro de Estado y Ministro de Marina en 1843.

## Biografía
Olegario Miguel María Domingo de los Cuetos y Castro fue hijo del entonces teniente de navío Miguel de los Cuetos y Torres, director de la Academia de Guardias Marinas de Ferrol, y de doña Rosa Ramona de Castro, nieto por vía paterna de don Manuel de los Cuetos, natural de Cantabria, tal y como figura en su expediente conservado en el Archivo Militar General de la Armada, en el cual se resalta su Muy Noble Sangre Hidalga transmitida por su padre, fue marino de la Armada Española, alcanzando el grado de Capitán y se distinguió durante el último periodo de la Guerra de la Independencia. Mandó la balandra General Castaños que, en el bloqueo de Cartagena de Indias, contribuyó con eficacia a rendir la plaza. 
Sentó plaza de guardiamarina el 1 de mayo de 1809 en el Departamento de Cádiz, donde se encontraba su padre destinado, con sólo catorce años, debido a la amistad su padre con el director de la Academia de Cádiz, Agar. Con motivo de la Guerra de la Independencia y el Sitio de Cádiz por las tropas napoleónicas, los oficiales estaban poco tiempo en las clases teóricas. Así, aprobados los primeros exámenes, fue destinado a la artillería que defendía el Arsenal de la Carraca (13 de febrero a 13 de marzo de 1810). 
Por su arrojo en combate, se graduó como alférez de fragata, el 30 de diciembre de 1810, pasando destinado a embarcarse primero en la fragata Venganza, con la que viajó hasta Ferrol, a su arribo recibió la orden de transbordar a la Fragata Esmeralda, regresando con ella a la bahía de Cádiz el 11 de junio de 1811. Como oficial subordinado, estuvo viajando con ella por ser destinada a varias comisiones a otros tantos países del Mediterráneo, regresando 24 de octubre. Al desembarcar se le dio la orden de transbordar al navío Asia, zarpando el 12 de noviembre con destino a La Habana. Desde allí prosiguió viaje a Veracruz, regresando a La Habana donde se le terminó de cargar los situados y aprovechando, un buen día de viento, zarpó el 17 de mayo de 1813 zarpó con rumbo a la bahía de Cádiz, arribando sin contratiempos. Recibió la orden de transbordar al navío Algeciras 1808 (2) el 1 de agosto siguiente, en el que permaneció  hasta el 1 de diciembre del mismo año, pidiendo y siéndole concedida una licencia el 14 de enero de 1814, por asuntos particulares. 
Al terminársele la licencia se incorporó el 19 de septiembre siguiente, recibiendo la orden de embarcarse en el navío San Pedro Alcántara, en el que permaneció hasta el 11 de enero del año de 1815, que por orden transbordo a la goleta Patriota, con la que zarpó formando parte de la escuadra al mando de Pascual Enrile Acedo el 17 de febrero siguiente, para dar escolta al convoy que transportaba al ejército del general Morillo, con rumbo a América y con objeto de detener la sublevación independentista. 
Hombre de ideología liberal, formado más bien en los ambientes americanos, quiso acudir en defensa del constitucionalismo cuando se produjo en España la invasión de los Cien mil hijos de San Luis. Para ayudar en un plan para un alzamiento en defensa del constitucionalismo, consiguió que un amigo le dejara 1000 duros, que aportó a la empresa. Condenado a muerte, hubo de emigrar a Francia. 
Regresado a España, su compañero de destierro Mendizábal le confió altos cargos en el Ministerio de Marina, cuya cartera llevó a desempeñar en 1843 -con Gómez Becerra-. al mismo tiempo que la de Ministro de Estado, aunque esta última con carácter interino. Perteneció al Partido Progresista.
Francisco de Paul Pavía dejó el siguiente juicio sobre Olegario de los Cuetos: 

«Como oficial subalterno de la Armada y en el ejercicio de su profesión naval, fue aventajado y desempeñó con acierto los mandos y comisiones que se le confiaron. Lanzado en las contiendas políticas de su patria y comprometido en las sociedades secretas, se desvió de la senda que en nuestro sentir debe observar todo buen militar, esto es, ser fiel al Gobierno constituido y volver la espalda á las disensiones civiles de la patria; este proceder que anatematizamos, como lo hemos hecho con otros personajes que ocuparon los primeros puestos del Estado, le produjo su larga emigración. En medio de su manejo, tuvo una cualidad que seguramente lo enaltece á los ojos de la historia, que fue el que siempre figuró en el partido progresista y nunca trató de medrar en el tráfico de opiniones; así fue que murió pobre como otros ilustres patricios de su mismo bando. El Sr. Cuetos, en su condición privada, era simpático y excelente sugeto, y la Armada, como dejamos relacionado, le es deudora de notables beneficios».